# Aphanosoma
Aphanosoma is een geslacht van wantsen uit de familie van de Miridae (Blindwantsen). Het geslacht werd voor het eerst wetenschappelijk beschreven door A. Costa in 1841.

## Soorten
Het genus bevat de volgende soort:

- Aphanosoma italicum A. Costa, 1841